# Vega de Tirados
Vega de Tirados è un comune spagnolo di 203 abitanti situato nella comunità autonoma di Castiglia e León.